# كنيسة نوتردام (مونتريال)
كنيسة نوتردام (بالفرنسية: Basilique Notre-Dame de Montréal)‏ هي بازيليكا تقع في منطقة التاريخية مونتريال القديمة في مونتريال، كيبيك، كندا. تقع الكنيسة في 110 شارع نوتردام، عند زاوية شارع سانت سولبيس.
بنيت هذه الكنيسة على نمط العمارة القوطية الحديثة، وهي مزخرفة بكثافة. الخزائن ملونة باللون الأزرق ومزينة بنجوم ذهبية، وبقية الهيكل مزينة بدرجات اللون الأزرق والأزور والأحمر والأرجواني والفضي والذهبي. وهي مليئة بمئات المنحوتات الخشبية والعديد من التماثيل الدينية. زجاج النوافد هو زجاج معشق وهو غير اعتيادي في الكنائس وجدران الهيكئل لا تصور مناظر من الكتاب المقدس، لكنها تصور مشاهد من التاريخ الديني في مونتريال. كما يوجد في البازيليكا أرغون ذو أنابيب يعود تاريخه لعام 1891، ويتكون من أربع لوحات مفاتيح و7000 أنبوباً فردياً ولوحة دواسة.

## التاريخ

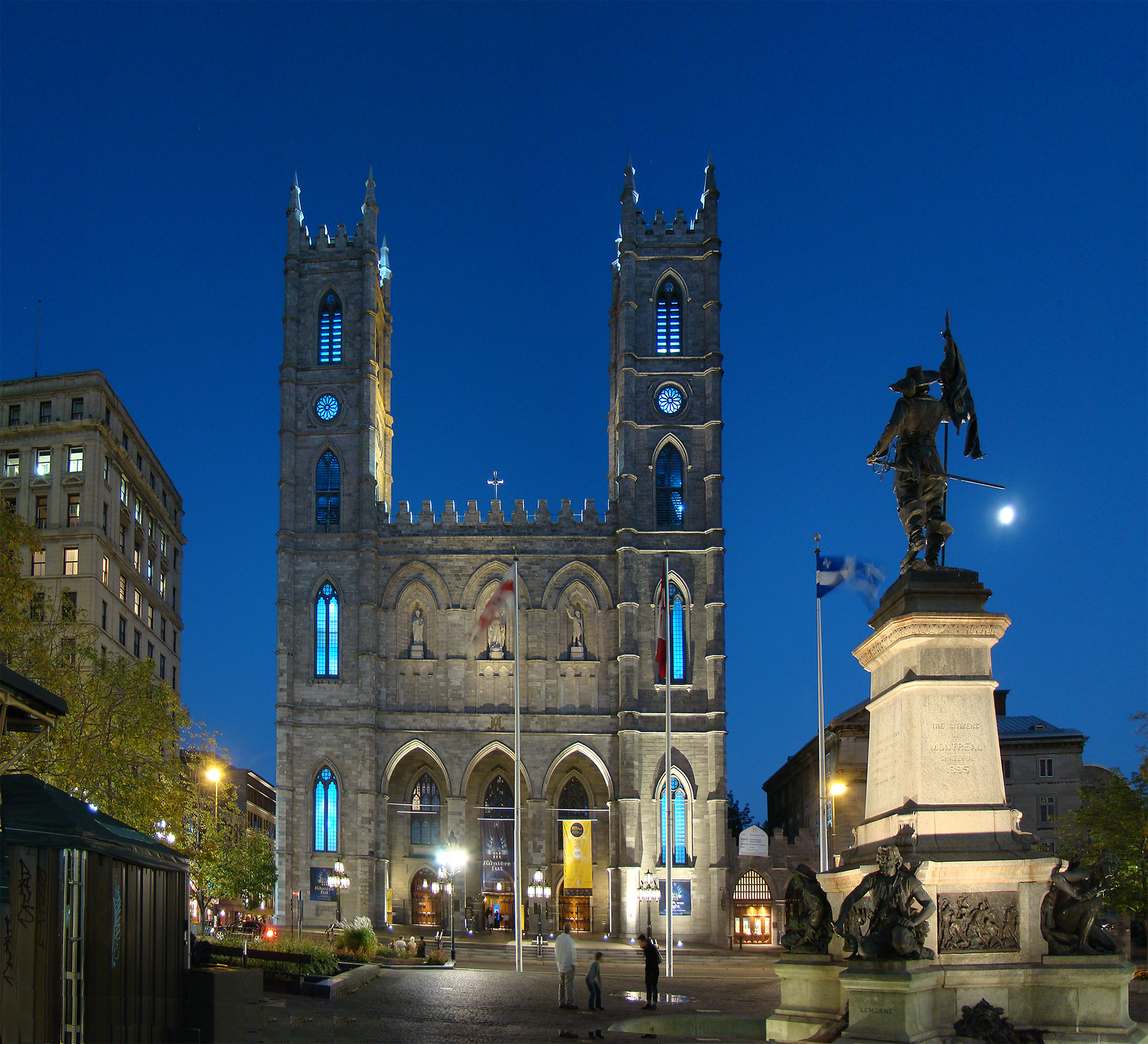
منظر للبازيليكا من بلاس دآرميه

عام 1657، وصل نقابيو سولبيسيان التابعون للكنيسة الرومانية الكاثوليكية إلى "فيل ماري"، وهي ما يعرف الآن بمونتريال؛ بعد ذلك بست سنوات أصبحت مانورالية الجزيرة راسخة فيهم. حكموا حتى عام 1840. كانت الرعية التي أسسوها مكرّسة لاسم مريم العذراء المقدسة، وبينت كنيسة نوتردام في الموقع عام 1672.
صمّم فرانسوا بيليرجيه المعماري الديكور الداخلي والكورال في الفترة 1785-1795، وديكور الواجهة والقبو عام 1818.
كانت الكنيسة أول كنيسة تابعة لأبرشية الكاثوليك الرومانية في مونتريال من 1821-1822.
عام 1824، نمت الجماعة وأصبحت الكنيسة صغيرة بالنسبة لهم تماماً، وكلّف جيمس أودونيل وهو معماري أنجليكي أمريكي من أصل أيرلندي بتصميم بناء جديد. كان أودونيل من مؤيدي العمارة القوطية الحديثة، فصمم الكنيسة على هذا الطراز. ويُذكر أن أودونيل هو الشخص الوحيد المدفون في سرداب الكنيسة. تحوّل أودونيل إلى الكاثوليكية الرومانية وهو على فراش الموت، ربما لأنه أدرك أنه لن يسمح بدفنه في كنيسته.
استغرقت أعمال البناء الرئيسية بين عامي 1824 و1829. وضع حجر الأساس في بلاس دآرميه في الأول من أيلول (سبتمبر) 1824. انتهى بناء الهيكل عام 1830، وانتهى أول برج عام 1841، والثاني عام 1843. عند انتهائها، كانت كنيسة نوتردام الأكبر في أمريكا الشمالية. وبقيت الأكبر لما يزيد عن خمسين عاماً. تم بناء أرغون أنابيب جديد عام 1858، وبناه صموئيل راسل وارن.

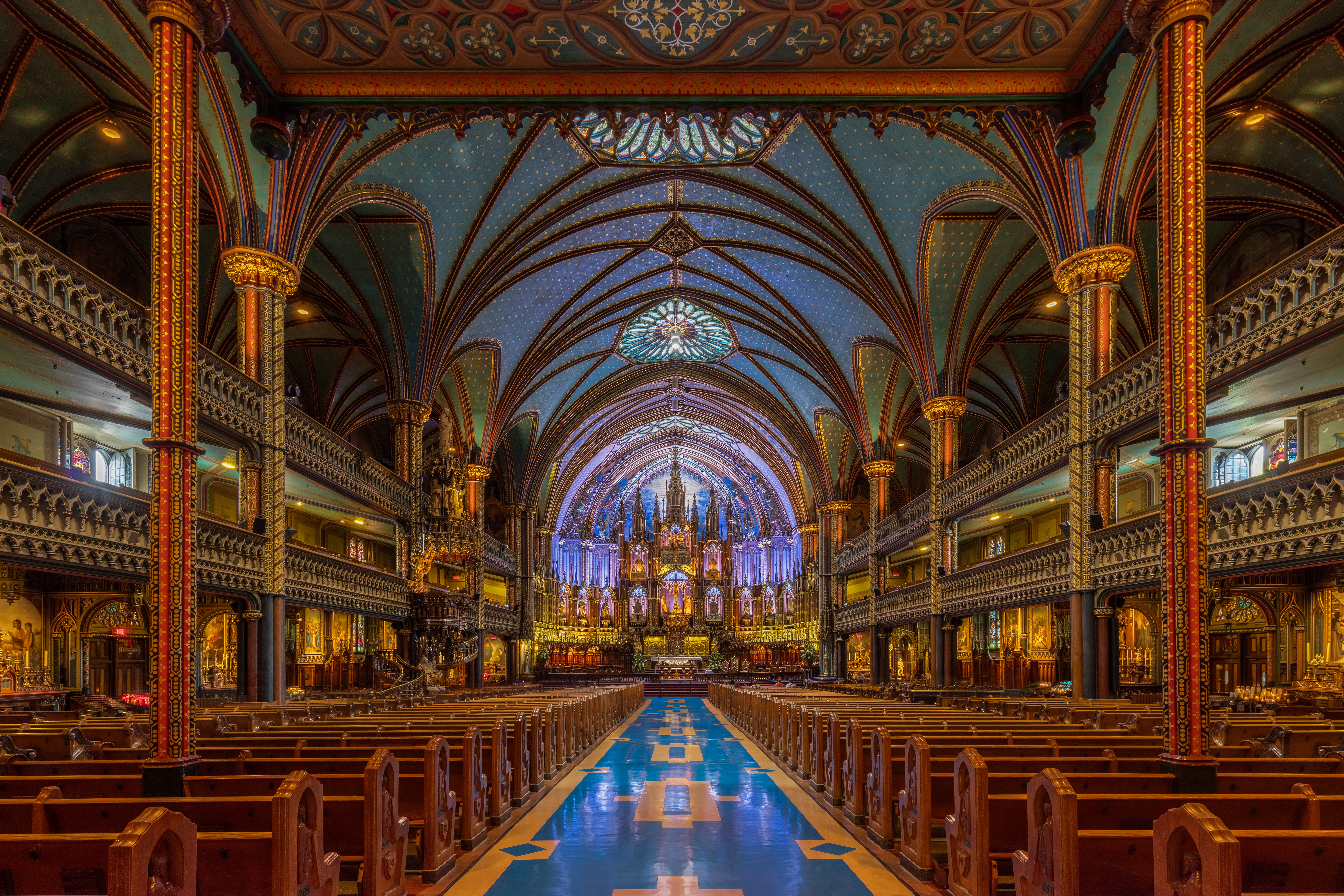
داخل الكنيسة)

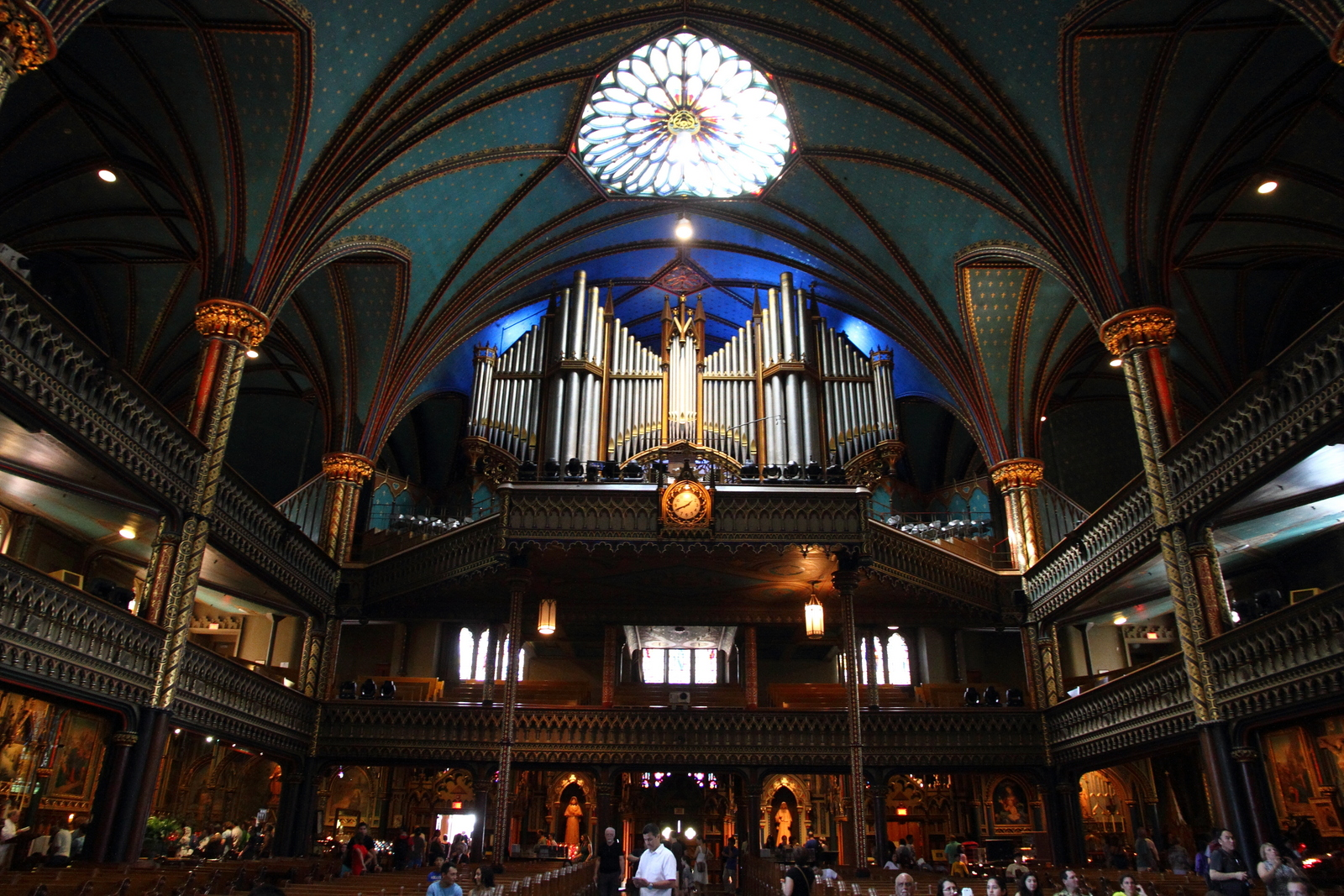
داخل الكنيسة، ويظهر الأرغن ذو الأنابيب.

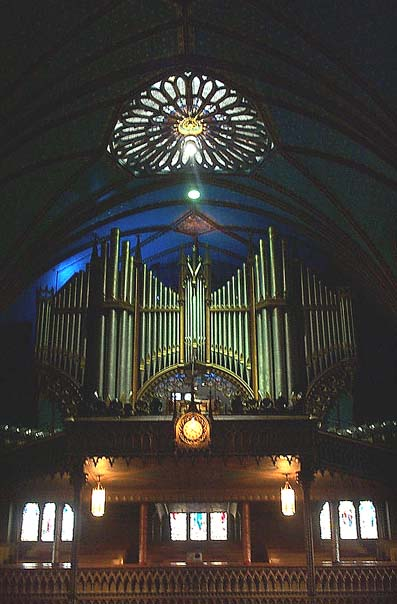

أعمال البناء الداخلية استغرقت وقتاً أطول، وعمل فيها فيكتور بورغو (الذي عمل أيضاً في كاثدرائية ماري ملكة العالم أيضاً)، من 1872 حتى 1879.

## أحداث حديثة
دمرت الحرائق قلب الكنيسة المقدس في 8 تشرين الثاني (ديسمبر) 1978. أعيد بناؤها في المستويين الأول والثاني واستنسخت الرسومات والصور القديمة بأسلوب حديث، ووضع مذبح برونزي هائل من أعمال النحات تشارلز دوديلين.
تم رفع الكنيسة إلى باسيليكا في عهد يوحنا بولس الثاني أثناء زيارته للمدينة في 21 نيسان (أبريل) 1982. وقد وضعت كنيسة نوتردام للروم الكاثوليك في قائمة المواقع التاريخية الوطنية الكندية عام 1989. كانت البازيليكا ذات الطابع القوطي تعدّ المعلم الرئيسي لمونتريال في الفترة 1823-1829.
في 31 أيار (مايو) 2000، أقيمت جنازة على مستوى الولاية لموريس ريتشارد في بازيليكا نوتردام أمام آلاف الجماهير تجمهروا داخل الكنيسة وخارجها.

## وصلات خارجية
- "The Old Seminary and Notre-Dame Basilica". Old Montreal Web site. مؤرشف من الأصل في 2018-09-29. اطلع عليه بتاريخ 2008-03-21.
- Basilique Notre-Dame de Montréal
- Visite Interactive de la Basilique